# Paramimegralla stuckenbergi
Paramimegralla stuckenbergi är en tvåvingeart som beskrevs av Barraclough 1992. Paramimegralla stuckenbergi ingår i släktet Paramimegralla och familjen skridflugor.
Artens utbredningsområde är Madagaskar. Inga underarter finns listade i Catalogue of Life.